# Lacul de Acumulare Țonevo
Țonevo este un lac de acumulare situat în valea râului Luda Kamcia, la 1 km de satul Țonevo.
Lacul de acumulare se află pe locul trei ca mărime în Bulgaria, cu capacitatea de apă de 17300 de decametri. Numele său vechi era Georgi Traikov. Are ape calde și este utilizat pentru alimentarea cu apă și irigare. 
Lacul de acumulare este bogat în pește, cum ar fi plătică, biban, roșioară și somn. Există oportunități pentru pescuit. Pitorescul lac de acumulare și dealurile împădurite din jur atrag mulți turiști și oferă mari posibilități de recreere. La lacul de acumulare Țonevo există bungalouri și locuințe private, care sunt oferite în satele adiacente, Țonevo și Asparuhovo. În acesta din urmă, un complex etnografic, Ovceaga, s-a deschis în 2006.

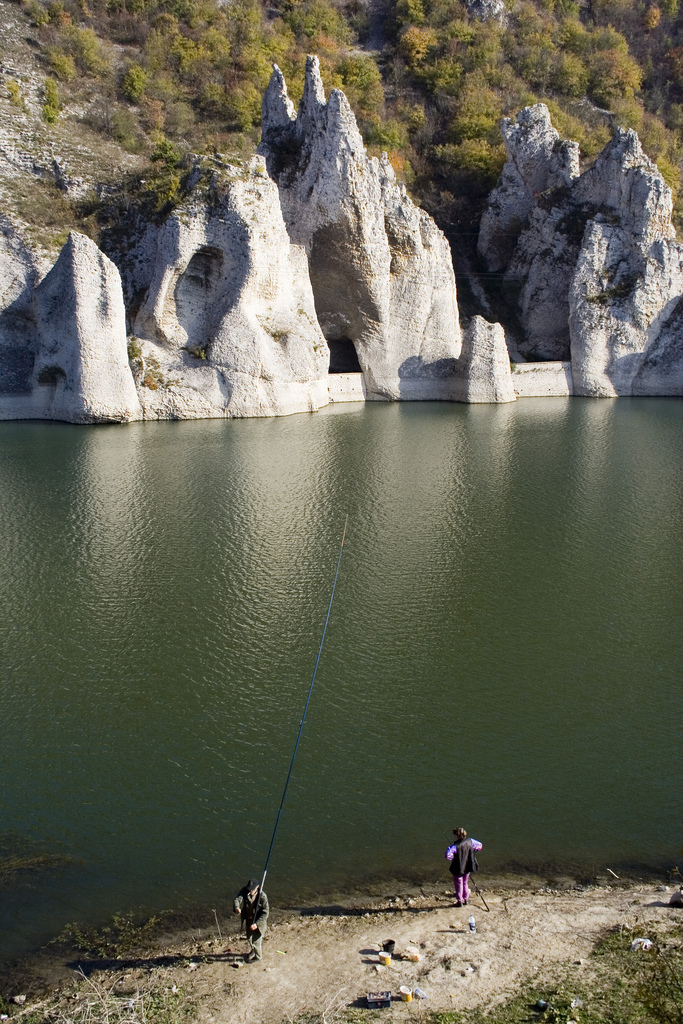
Formațiuni stâncoase la lac